# 中華民國油畫學會
中華民國油畫學會，是許多台灣資深畫家為了推廣油畫、提升藝術創作水準，發起成立的全國性畫會，是臺灣重要的美術團體。

## 組成
中華民國油畫學會於1974年由楊三郎、李梅樹、顏水龍、廖繼春、李石樵等資深畫家與中生代畫家共同發起成立。該會屬於專業美術社團，入會採積分制，需參加美術賽事並獲獎以取得積分，積分超過門檻後才可申請。

## 影響
中華民國油畫學會自成立次年起每年舉辦「全國油畫展」，展出會員作品及全國油畫展徵件比賽的得獎作品。由於舉辦畫展提供成員互相觀摩的機會，對外比賽徵件提供獎金與得獎榮譽，獎勵年輕畫家參與創作，對臺灣油畫創作的發展具有推動作用。